# Herb Sierdobska

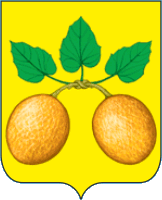
Herb Sierdobska

Herb Sierdobska w obecnie obowiązującym wzorze, przyjętym w 2007 roku, przedstawia w żółtej tarczy herbowej dwa owoce dyni barwy naturalnej, splecione łodygami, z trzema zielonymi liśćmi. Pierwotny herb, nadany miastu w 1781 roku, był dwudzielny w pas. W górnym polu przedstawiał godło herbu Saratowski: trzy szare szczupaki w polu błękitnym, pole dolne przedstawiało figury herbowe podobne jak w obecnym herbie, lecz w nieco innym wzorze graficznym. W okresie 1999-2007 przejściowo dopuszczone było używanie dwóch wzorów herbu -  wersji zawierającej godło obwodu i wersji bez tego godła.